# 2014년 퍼시픽 리그 클라이맥스 시리즈
2014년 퍼시픽 리그 클라이맥스 시리즈(일본어: 2014年のパシフィック・リーグクライマックスシリーズ, 영어: 2014 Pacific League Climax Series)는 2014년 10월에 개최된 일본 프로 야구 퍼시픽 리그의 클라이맥스 시리즈 경기이며, 이 경기에서의 경기 결과와 성적에 대해 설명한다.

## 개요
클라이맥스 시리즈는 일본 시리즈의 출전권을 내건 플레이오프 토너먼트이다. 또한 이 대회는 주식회사 로손이 특별 협찬하여 ‘2014 LAWSON 클라이맥스 시리즈·퍼시픽’(2014 LAWSON クライマックスシリーズ・パ)이라는 이름으로 개최됐다. 이 해에 출전하는 3팀은 모두 전년도에 B클래스를 차지했던 팀이다.

### 퍼스트 스테이지
2014년도 정규 시즌 2위 팀인 오릭스 버펄로스와 3위 팀 홋카이도 닛폰햄 파이터스가 3전 2선승제로 치렀고, 승리팀인 닛폰햄은 파이널 스테이지에 진출했다.
- 일시 : 10월 11일부터 10월 13일(예비일 : 10월 14일) ※14일까지 모든 경기를 소화할 수 없는 경우에는 중단됨
- 구장 : 교세라 돔 오사카
- 경기 개시 시간 : 전 경기를 14시에 개시(10월 14일에 예비일이 생겼을 경우에만 한정해서 18시에 개시)

### 파이널 스테이지
2014년도 정규 시즌 1위 팀인 후쿠오카 소프트뱅크 호크스(어드밴티지 1승이 미리 주어진다)와 퍼스트 스테이지 승리팀인 홋카이도 닛폰햄 파이터스와의 6전 4선승제로 치렀고, 승리팀인 소프트뱅크는 SMBC 일본 시리즈 2014의 출전권을 얻었다.
- 일시 : 10월 15일부터 10월 20일(예비일 : 10월 21일·22일) ※22일까지 모든 경기를 소화할 수 없는 경우에는 중단됨
- 구장 : 후쿠오카 야후오쿠! 돔

## 클라이맥스 시리즈 참가 팀 및 감독
| 팀 순위       | 소속                       | 감독            | 정규시즌 성적 |
| ------------- | -------------------------- | --------------- | ------------- |
| 정규 리그 1위 | 후쿠오카 소프트뱅크 호크스 | 아키야마 고지   | 78승 6무 60패 |
| 정규 리그 2위 | 오릭스 버펄로스            | 모리와키 히로시 | 80승 2무 62패 |
| 정규 리그 3위 | 홋카이도 닛폰햄 파이터스   | 구리야마 히데키 | 73승 3무 68패 |

### 대진표
|  | 퍼스트 스테이지(준결승) | 퍼스트 스테이지(준결승) |                                     |         | 파이널 스테이지(결승) | 파이널 스테이지(결승) |
|  |                         |                         |                                     |         |                       |                       |
|  |                         |                         |                                     |         |                       |                       |
|  |                         |                         |                                     |         |                       |                       |
|  |                         |                         |                                     |         |                       |                       |
|  |                         |                         | (6전 4선승제) 후쿠오카 야후오쿠! 돔 |         |                       |                       |
|  |                         |                         |                                     |         |                       |                       |
|  | 소프트뱅크              | ☆○●●○●○                 |                                     |         |                       |                       |
|  | 소프트뱅크              | ☆○●●○●○                 | (3전 2선승제) 교세라 돔 오사카      |         |                       |                       |
|  |                         |                         | 닛폰햄                              | ★●○○●○● |                       |                       |
|  | 오릭스                  | ●○●                     | 닛폰햄                              | ★●○○●○● |                       |                       |
|  | 오릭스                  | ●○●                     |                                     |         |                       |                       |
|  | 닛폰햄                  | ○●○                     |                                     |         |                       |                       |
|  | 닛폰햄                  | ○●○                     |                                     |         |                       |                       |
|  |                         |                         |                                     |         |                       |                       |
|  |                         |                         |                                     |         |                       |                       |
|  |                         |                         |                                     |         |                       |                       |
|  |                         |                         |                                     |         |                       |                       |

- ☆·★ = 파이널 스테이지 어드밴티지 부여에 따라 우선 승패를 나눠 가져감.

## 경기 일정

### 퍼스트 스테이지
- 1차전 : 10월 11일
- 2차전 : 10월 12일
- 3차전 : 10월 14일[2]

### 파이널 스테이지
- 1차전 : 10월 15일
- 2차전 : 10월 16일
- 3차전 : 10월 17일
- 4차전 : 10월 18일
- 5차전 : 10월 19일
- 6차전 : 10월 20일

## 경기 결과

### 퍼스트 스테이지

#### 경기 기록
| 일시                             | 경기  | 원정팀(선공)             | 스코어             | 홈팀(후공)         | 개최 구장        |
| -------------------------------- | ----- | ------------------------ | ------------------ | ------------------ | ---------------- |
| 10월 11일(토)                    | 1차전 | 홋카이도 닛폰햄 파이터스 | 6 - 3              | 오릭스 버펄로스    | 교세라 돔 오사카 |
| 10월 12일(일)                    | 2차전 | 홋카이도 닛폰햄 파이터스 | 4 - 6              | 오릭스 버펄로스    | 교세라 돔 오사카 |
| 10월 13일(월)                    | 3차전 | 태풍으로 인한 연기       | 태풍으로 인한 연기 | 태풍으로 인한 연기 | 교세라 돔 오사카 |
| 10월 14일(화)                    | 3차전 | 홋카이도 닛폰햄 파이터스 | 2 - 1              | 오릭스 버펄로스    | 교세라 돔 오사카 |
| 승리팀: 홋카이도 닛폰햄 파이터스 |       |                          |                    |                    |                  |

#### 1차전
- 10월 11일 - 교세라 돔 오사카

| 팀                                                                                      | 1 | 2 | 3 | 4 | 5 | 6 | 7 | 8 | 9 | R | H  | E |
| 닛폰햄                                                                                  | 0 | 0 | 0 | 0 | 1 | 2 | 1 | 2 | 0 | 6 | 10 | 1 |
| 오릭스                                                                                  | 0 | 2 | 0 | 0 | 0 | 1 | 0 | 0 | 0 | 3 | 5  | 0 |
| 승리 투수: 오타니 쇼헤이(1-0) 패전 투수: 기시다 마모루(0-1) 세이브: 마스이 히로토시(1S) |   |   |   |   |   |   |   |   |   |   |    |   |

#### 2차전
- 10월 12일 - 교세라 돔 오사카

| 팀 | 1 | 2 | 3 | 4 | 5 | 6 | 7 | 8 | 9 | R | H  | E |
| 닛폰햄 | 2 | 0 | 0 | 0 | 0 | 0 | 1 | 1 | 0 | 4 | 10 | 0 |
| 오릭스 | 0 | 0 | 0 | 0 | 0 | 1 | 2 | 3 | X | 6 | 5  | 1 |
| 승리 투수: 마하라 다카히로(1-0) 패전 투수: 다니모토 게이스케(0-1) 세이브: 히라노 요시히사(1S) 홈런: 닛폰햄 – 후안 미란다(7회 1점) 오릭스 – T-오카다(8회 3점) |   |   |   |   |   |   |   |   |   |   |    |   |

#### 3차전
- 10월 14일 - 교세라 돔 오사카

| 팀 | 1 | 2 | 3 | 4 | 5 | 6 | 7 | 8 | 9 | 10 | R | H | E |
| 닛폰햄 | 0 | 0 | 0 | 0 | 0 | 1 | 0 | 0 | 0 | 1  | 2 | 9 | 1 |
| 오릭스 | 1 | 0 | 0 | 0 | 0 | 0 | 0 | 0 | 0 | 0  | 1 | 7 | 1 |
| 승리 투수: 마이클 크로타(1-0) 패전 투수: 히라노 요시히사(0-1) 세이브: 마스이 히로토시(2S) 홈런: 닛폰햄 – 나카타 쇼(10회 1점) 오릭스 – 슌타(1회 1점) |   |   |   |   |   |   |   |   |   |    |   |   |   |

### 파이널 스테이지

#### 경기 기록
| 일시                               | 경기       | 원정팀(선공)             | 스코어 | 홈팀(후공)                 | 개최 구장             |
| ---------------------------------- | ---------- | ------------------------ | ------ | -------------------------- | --------------------- |
| 어드밴티지                         | 어드밴티지 | 홋카이도 닛폰햄 파이터스 |        | 후쿠오카 소프트뱅크 호크스 |                       |
| 10월 15일(수)                      | 1차전      | 홋카이도 닛폰햄 파이터스 | 2 - 3  | 후쿠오카 소프트뱅크 호크스 | 후쿠오카 야후오쿠! 돔 |
| 10월 16일(목)                      | 2차전      | 홋카이도 닛폰햄 파이터스 | 5 - 1  | 후쿠오카 소프트뱅크 호크스 | 후쿠오카 야후오쿠! 돔 |
| 10월 17일(금)                      | 3차전      | 홋카이도 닛폰햄 파이터스 | 12 - 4 | 후쿠오카 소프트뱅크 호크스 | 후쿠오카 야후오쿠! 돔 |
| 10월 18일(토)                      | 4차전      | 홋카이도 닛폰햄 파이터스 | 2 - 5  | 후쿠오카 소프트뱅크 호크스 | 후쿠오카 야후오쿠! 돔 |
| 10월 19일(일)                      | 5차전      | 홋카이도 닛폰햄 파이터스 | 6 - 4  | 후쿠오카 소프트뱅크 호크스 | 후쿠오카 야후오쿠! 돔 |
| 10월 20일(월)                      | 6차전      | 홋카이도 닛폰햄 파이터스 | 1 - 4  | 후쿠오카 소프트뱅크 호크스 | 후쿠오카 야후오쿠! 돔 |
| 승리팀: 후쿠오카 소프트뱅크 호크스 |            |                          |        |                            |                       |

#### 1차전
- 10월 15일 - 후쿠오카 야후오쿠! 돔

| 팀                                                                                            | 1 | 2 | 3 | 4 | 5 | 6 | 7 | 8 | 9  | R | H | E |
| 닛폰햄                                                                                        | 0 | 0 | 0 | 0 | 0 | 0 | 2 | 0 | 0  | 2 | 5 | 0 |
| 소프트뱅크                                                                                    | 0 | 0 | 1 | 0 | 0 | 0 | 0 | 0 | 2X | 3 | 9 | 0 |
| 승리 투수: 이가라시 료타(1-0) 패전 투수: 우라노 히로시(0-1) 홈런: 닛폰햄 – 나카타 쇼(7회 1점) |   |   |   |   |   |   |   |   |    |   |   |   |

#### 2차전
- 10월 16일 - 후쿠오카 야후오쿠! 돔

| 팀 | 1 | 2 | 3 | 4 | 5 | 6 | 7 | 8 | 9 | R | H | E |
| 닛폰햄 | 0 | 0 | 0 | 0 | 0 | 4 | 0 | 1 | 0 | 5 | 6 | 0 |
| 소프트뱅크 | 1 | 0 | 0 | 0 | 0 | 0 | 0 | 0 | 0 | 1 | 4 | 1 |
| 승리 투수: 가기야 요헤이(1-0) 패전 투수: 다케다 쇼타(0-1) 홈런: 닛폰햄 – 나카타 쇼(6회 2점) 소프트뱅크 – 우치카와 세이이치(1회 1점) |   |   |   |   |   |   |   |   |   |   |   |   |

#### 3차전
- 10월 17일 - 후쿠오카 야후오쿠! 돔

| 팀 | 1 | 2 | 3 | 4 | 5 | 6 | 7 | 8 | 9 | R  | H  | E |
| 닛폰햄 | 4 | 3 | 0 | 0 | 1 | 4 | 0 | 0 | 0 | 12 | 12 | 0 |
| 소프트뱅크 | 1 | 0 | 0 | 0 | 2 | 0 | 0 | 0 | 1 | 4  | 14 | 1 |
| 승리 투수: 요시카와 미쓰오(1-0) 패전 투수: 셋쓰 다다시(0-1) 홈런: 닛폰햄 – 요 다이칸(1회 1점, 2회 3점), 고야노 에이이치(1회 3점), 나카타 쇼(6회 3점) 소프트뱅크 – 우치카와 세이이치(5회 2점) |   |   |   |   |   |   |   |   |   |    |    |   |

#### 4차전
- 10월 18일 - 후쿠오카 야후오쿠! 돔

| 팀 | 1 | 2 | 3 | 4 | 5 | 6 | 7 | 8 | 9 | R | H  | E |
| 닛폰햄 | 0 | 1 | 0 | 0 | 1 | 0 | 0 | 0 | 0 | 2 | 4  | 0 |
| 소프트뱅크 | 1 | 1 | 2 | 0 | 0 | 0 | 1 | 0 | X | 5 | 13 | 0 |
| 승리 투수: 나카타 겐이치(1-0) 패전 투수: 기사누키 히로시(0-1) 세이브: 데니스 사파테(1S) 홈런: 소프트뱅크 – 야나기타 유키(1회 1점) |   |   |   |   |   |   |   |   |   |   |    |   |

#### 5차전
- 10월 19일 - 후쿠오카 야후오쿠! 돔

| 팀 | 1 | 2 | 3 | 4 | 5 | 6 | 7 | 8 | 9 | 10 | 11 | R | H  | E |
| 닛폰햄 | 0 | 0 | 0 | 0 | 0 | 0 | 3 | 1 | 0 | 0  | 2  | 6 | 12 | 0 |
| 소프트뱅크 | 0 | 4 | 0 | 0 | 0 | 0 | 0 | 0 | 0 | 0  | 0  | 4 | 7  | 0 |
| 승리 투수: 가기야 요헤이(2-0) 패전 투수: 데니스 사파테(0-1) 세이브: 마스이 히로토시(1S) 홈런: 닛폰햄 – 나카타 쇼(8회 1점) |   |   |   |   |   |   |   |   |   |    |    |   |    |   |

#### 6차전
- 10월 20일 - 후쿠오카 야후오쿠! 돔

| 팀 | 1 | 2 | 3 | 4 | 5 | 6 | 7 | 8 | 9 | R | H | E |
| 닛폰햄 | 0 | 0 | 0 | 0 | 0 | 0 | 0 | 0 | 1 | 1 | 9 | 0 |
| 소프트뱅크                                                                                                | 0 | 0 | 0 | 2 | 1 | 0 | 0 | 1 | X | 4 | 8 | 1 |
| 승리 투수: 오토나리 겐지(1-0) 패전 투수: 우와사와 나오유키(0-1) 홈런: 소프트뱅크 – 호소카와 도루(5회 1점) |   |   |   |   |   |   |   |   |   |   |   |   |

## 수상 선수
- MVP : 요시무라 유키(소프트뱅크)

## 주해·각주

### 주해
1. ↑  로손은 일본 야구 기구 공식 파트너(=협찬사)이기도 하다. 또한 한신 타이거스가 2014년도 센트럴 리그 2위를 차지하여 ‘클라이맥스 시리즈·센트럴 퍼스트 스테이지’에서 주관 경기 개최를 결정지었기 때문에 퍼시픽 리그 클라이맥스 시리즈에서도 로손의 특별 협찬이 됐다(퍼시픽 리그 클라이맥스 시리즈는 한신 타이거스 구단의 공식 스폰서였다는 것에 의한 것으로 스테이지 한정 협찬이다).

## 같이 보기
- 2014년 센트럴 리그 클라이맥스 시리즈
- 2014년 일본 시리즈